# Hermann J. Mahlberg
Hermann Josef Mahlberg (* 7. April 1938 in Köln-Lindenthal) ist ein deutscher Maler, Grafiker, Bildhauer und emeritierter Hochschullehrer für Kunsterziehung.

## Leben
Hermann J. Mahlberg legte sein Abitur im März 1958 am Kölner Gymnasium Kreuzgasse ab. Sein Studium an der Universität zu Köln mit den Fächern Germanistik, Philosophie und Kunstgeschichte begann er im gleichen Jahr. Nach einem Semester wechselte er zur staatlichen Kunstakademie Düsseldorf und studierte unter Otto Coester, Kurt Arnscheidt und Günther Grote künstlerisches Lehramt bis 1962. In Köln belegte er ab 1960 bis 1963 die Fächer Germanistik, Geografie und Kunstgeschichte und von 1960 bis 1961 machte er am Werklehrerseminar der Stadt Köln eine Ausbildung als Werklehrer.
Von 1962 bis 1970 war Mahlberg an verschiedenen Gymnasien im Rheinland, unter anderem in Bedburg, Dormagen-Knechtsteden und Düsseldorf, als Kunsterzieher eingesetzt. Ab 1962 bis 1974 war Mahlberg als Dozent in der Erwachsenenbildung nebenamtlich tätig und gab künstlerische Kurse, kunsthistorische Vorträge und Exkursionen. Am staatlichen Pädagogischen Fachinstitut in Leverkusen war er auch in der Zeit von 1968 bis 1971 als Dozent im Fach Kunst mit dem Schwerpunkt Grafik nebenamtlich tätig.
Als Wissenschaftlicher Assistent am Seminar für Kunst- und Werkerziehung unter Wilhelm Ebert war Mahlberg in Wuppertal an der Pädagogischen Hochschule Rheinland, Abteilung Wuppertal von 1970 bis 1973 angestellt. Währenddessen wurde die Gesamthochschule Wuppertal (ab 2003 Bergische Universität Wuppertal) gegründet und nahm 1972 ihren Lehrbetrieb auf, die Pädagogische Hochschule und andere Hochschulen gingen in der Gesamthochschule auf. In der gleichen Zeit machte Mahlberg an der Universität zu Köln sein Promotionsstudium in den Fächern Kunstgeschichte (bei Heinz Ladendorf und Günther Binding), Geografie mit dem Schwerpunkt Siedlungsgeographie (bei Otto Friedrich Timmermann) und Pädagogik (bei Clemens Menze und Hans Hermann Groothoff). Mit der kunsthistorischen Dissertation: Der Architekt und Bildhauer Johann Georg Leydel. Ein Beitrag zur Rheinischen Architekturgeschichte des 18. Jahrhunderts. promovierte Mahlberg 1973 zum Dr. phil.
Im gleichen Jahr wurde er als Professor für Kunstdidaktik an die Kunstakademie Düsseldorf berufen. 1974 erhielt er die Berufung als Professor auf den Lehrstuhl für Kunsterziehung an der Pädagogischen Hochschule Rheinland, Abteilung Neuss. Als die Pädagogische Hochschule aufgelöst wurde, wechselte Mahlberg an die Universität Düsseldorf in gleicher Tätigkeit. 1984/1985 erfolgte die Versetzung an die Gesamthochschule Wuppertal, er bekam dort den Lehrstuhl für Kunsterziehung.
Die Leitung der Forschungsstelle für Architekturgeschichte und Denkmalpflege an der Gesamthochschule, die er gegründet hatte, übernahm er 1986. In den 1990er Jahren war er Dekan des Fachbereichs 5 der Gesamthochschule (heute Fachbereich F).
Hermann J. Mahlberg ist emeritiert und lebt in Wuppertal-Elberfeld. Gemeinsam mit seiner ehemaligen Studentin Hella Nußbaum verfasste Mahlberg mehrere Bücher zur Architektur Wuppertals.

## Leydel-Forschung
In seiner Dissertation Der Architekt und Bildhauer Johann Georg Leydel. Ein Beitrag zur Rheinischen Architekturgeschichte des 18. Jahrhunderts beschäftigte sich Hermann J. Mahlberg ausführlich mit der Architektur-Dynastie Leydel im Rheinland (1740 bis 1850). Die Wirkungsstätten waren Orte wie Aachen, Ahrweiler, Bad Godesberg, Bergisch Gladbach, Bonn, (Düsseldorf-) Kaiserswerth, Elberfeld, Köln, (Köln-) Mülheim, Krefeld, Monschau, Neuss und Ratingen. Mahlberg versuchte Querverbindungen von Johann Georg Leydel (1721–1785), Michael II Leydel (1749–1782) und Michael III Leydel (1760–1841) zu den Landschaftsgärtnern Johann Cunibert Lenné (1714–1787), Peter Joseph Lenné (1756–1821) und Maximilian Friedrich Weyhe (1775–1846) zu finden. Für diese Dissertation erhielt er 1973 vom Landschaftsverband Rheinland den Paul-Clemen-Preis.

## Künstlerische Betätigung
Mahlberg ist als Maler, Grafiker und Bildhauer künstlerisch tätig. Werke von ihm waren in einer Gemeinschaftsausstellung „Kunst in der Villa“ 2009 in Wuppertal zu sehen. Seine Werke des Tangozyklus 2 waren 2004 in Krakau neben Werken polnischer Künstler ausgestellt.
Ausstellungstätigkeit:
1963          Bonn (Künstlerkneipe „Die Kerze“; Gruppenausstellung Malerei)
1969          Köln (Galerie Bernards, Köln-Brunsfeld; Einzelausstellung Malerei, Zeichnungen, Collagen)
Amsterdam (Galerie de Sfinx; Einzelausstellung Zeichnungen)
1971          Köln (Kunsthistorisches Institut der Universität Köln; Einzelausstellung Zeichnungen)
1972          Xanten (Galerie Hinskes-Kocéa; Einzelausstellung Malerei, Zeichnung, Collage)
2001          Solingen (Museum Baden, jetzt Kunstmuseum Solingen; Gruppenausstellung mit ehemaligen Studierenden im Fach Kunst der Bergischen Universität Wuppertal: „Impuls und Begegnung“; Zeichnung, Malerei, Skulptur)
2004          Wuppertal (Galerie Kolkmannhaus; Einzelausstellung „Tangozyklus“ (Malerei))
2004/05   Krakau (Palais der Schönen Künste; Gruppenausstellung „Spotkania/Begegnungen“ von polnischen und deutschen Künstlern u. a. Axel Kirchhoff und Hella Nußbaum aus Wuppertal; Malerei, Skulptur)
2009          Wuppertal („Kunst in der Villa“; Gruppenausstellung in der Villa Noetzlin, Briller Viertel, Elberfeld; Malerei, Skulptur)
2010          Pitigliano, Toskana (Italienische Künstlervereinigung ARCADIA im Palazzo d’Orsini; Gruppenausstellung Malerei)
2018       Solingen (Kunstmuseum Solingen) Impuls und Begegnung 2, Gruppenausstellung zusammen mit Krzysztof Juretko, Axel Kirchhoff und Hella Nußbaum

## Werke
Mahlberg war ab 1970 Verfasser zahlreicher Aufsätze in kunstpädagogischen Zeitschriften, so unter anderem in den Zeitschriften Bildnerische Erziehung und Kunst + Unterricht. Als Mitherausgeber von 1990 bis 2000 und Verfasser von Beiträgen bis 1998 zu Themen der Architekturgeschichte und Denkmalpflege war er an der Polis, Zeitschrift für Architektur, Stadtplanung und Denkmalpflege beteiligt.
- Der Architekt und Bildhauer Johann Georg Leydel. Ein Beitrag zur rheinischen Architekturgeschichte des 18. Jahrhunderts. Dissertation, 1973.
- Der Wunderbau von Elberfeld. Ein Beitrag zur rheinisch-bergischen Architekturgeschichte im 18. und 19. Jahrhundert. (= Das Baudenkmal, Band 2.) Müller und Busmann, Wuppertal 1992, ISBN 3-928766-02-3.
- Kunst, Design & Co. Von der Kunstgewerbeschule Barmen/Elberfeld, Meisterschule, Werkkunstschule Wuppertal zum Fachbereich 5 der Bergischen Universität Gesamthochschule Wuppertal 1894–1994. Festschrift zum 100-jährigen Jubiläum. Müller und Busmann, Wuppertal 1994, ISBN 3-928766-10-4.
- Schloss Morsbroich in Leverkusen. Vom Rittersitz zum Avantgarde-Museum. Müller und Busmann, Wuppertal 1995, ISBN 3-928766-17-1.
- Impuls und Begegnung. Hermann J. Mahlberg … (Katalog Ausstellung im Museum Baden, Solingen-Gräfrath, 6. Mai bis 10. Juni 2001) Müller und Busmann, Wuppertal 2001, ISBN 3-928766-46-5.
- mit Hella Nußbaum: Das Zooviertel in Wuppertal. Thiergarten, Stadion und malerisches Wohnen rund um den Märchenbrunnen. Müller und Busmann, Wuppertal 2004, ISBN 3-928766-63-5.
- TOPOI. Beiträge zu einer kulturarchäologischen Ortsbestimmung. Festschrift für Rainer K. Wick zum 60. Geburtstag. Wuppertal 2004.
- mit Hella Nußbaum: Der Aufbruch um 1900 und die Moderne in der Architektur des Wuppertales. Abendrot einer Epoche. Müller  und Busmann, Wuppertal 2008, ISBN 978-3-928766-87-6.
- mit Hella Nußbaum: Vom Haus Waldfrieden zum Skulpturenpark. Müller und Busmann, Wuppertal 2011, ISBN 978-3-941217-01-0.
- mit Hella Nußbaum: Skulpturenpark Waldfrieden in Wuppertal. Rheinischer Verein für Denkmalpflege und Landschaftsschutz, Köln 2011, ISBN 978-3-86526-063-5.
- Schloss Morsbroich in Leverkusen. (= Rheinische Kunststätten, Heft 538.) rheinland media & kommunikation, Düsseldorf 2012, ISBN 978-3-86526-081-9.
- mit anderen Autoren: Elberfeld West Sonnborn Zoo & Varresbeck. Heinrich Köndgen GmbH, Wuppertal 2013, ISBN 978-3-939843-44-3.
- mit Hella Nußbaum: Heinrich Metzendorf und seine Villen im Rheinland. Müller und Busmann, Wuppertal 2016, ISBN 978-3-941217-10-2.